# Anaptychia
Anaptychia Körb. (obrostnica) – rodzaj grzybów z rodziny obrostowatych (Physciaceae). Ze względu na współżycie z glonami zaliczany jest do grupy porostów.

## Systematyka i nazewnictwo
Pozycja w klasyfikacji według Index Fungorum: Physciaceae, Caliciales, Lecanoromycetidae, Lecanoromycetes, Pezizomycotina, Ascomycota, Fungi.
Synonimy naukowe: Anaptychiomyces E.A. Thomas, Hagenia Eschw., Imbricaria (Schreb.) Michx., Lichen sect. Imbricaria Schreb., Lichenoides Hoffm., Tornabenia A. Massal:
Nazwa polska według Krytycznej listy porostów i grzybów naporostowych Polski.

## Niektóre gatunki
- Anaptychia bryorum Poelt 1971[4] – obrostnica mchowa
- Anaptychia ciliaris (L.) Körb. ex A. Massal. 1853 – obrostnica rzęsowata
- Anaptychia crinalis (Schleich.) Vězda[4] – obrostnica wysmukła
- Anaptychia runcinata (With.) J.R. Laundon 1984

Wykaz gatunków (nazwy naukowe) na podstawie Index Fungorum. Nazwy polskie według W. Fałtynowicza.
Wszystkie gatunki w Polsce objęte są ścisłą ochroną.